# Помощникът
„Помощникът“ (на немски: Der Gehülfe) е роман от швейцарския писател Роберт Валзер (1878 – 1956), публикуван през 1908 г.

Роберт Валзер е роден през 1878 г. в кантона Берн. Последните две десетилетия от живота си прекарва в клиника за душевно болни, чужденец в един чужд свят, станал за него непонятен и застрашителен след нашествието на фашизма в Европа.
Значението на Роберт Валзер като писател пораства извънредно бързо след Втората световна война. В него откриват предшественик и учител на Франц Кафка, природният му разказвачески талант печели все повече и повече почитатели. Героите на Валзер живеят извън нормите на буржоазния морал, те са странници в този свят и гледат на него с удивени, детски очи.
През юли 1903 г. двадесет и пет годишният Роберт Валзер пристига във Веденсвил край Цюрихското езеро, за да започне работа като помощник на един машинен техник. Но търговските дела, с които бива натоварен, представляват само малка част от задачите му. Той трябва да бъде компаньон на често самотната съпруга на работодателя си и придружител на децата им в техните разходки. Валзер остава там половин година, като почти не получава възнаграждение за труда си.
По дирите на изгубените спомени
Няколко години по-късно, след като вече е написал и публикувал една новела и автобиографичния си роман „Семейство Танер“ (1907), той си припомня събитията край Цюрихското езеро. И за шест седмици създава един от най-известните си романи „Помощникът“. Героят му Йозеф Марти носи черти от собствения му характер, преживява случки, които писателят е опознал и с ума, и със сърцето си от личен опит.
Йозеф Марти е млад човек, който в търсене на препитание започва работа при един инженер-изобретател. Той става приемник на уволнения заради алкохолизъм чиновник на име Вирзих. Странна е тази фирма „К. Тоблер – техническо бюро“. В разкошния дом на инженера, живеещ с жена си и двете си деца, се проектират странни технически съоръжения: рекламен часовник, автомат-стрелец, особена по своето устройство бормашина, специален болничен стол и пр. Ала светът остава равнодушен към тези открития и разорението на семейството е неизбежно. Кротката и разсъдлива съпруга на инженера предвижда наближаващата катастрофа, но отношението ѝ към помощника на мъжа ѝ остава все така радушно и по майчински нежно. Въпреки скритата тревога за бъдещето, Йозеф Марти изживява идилията на едно ведро, радостно човешко съжителство. Все още се уреждат празненства, предприемат се пътувания по езерото, на чийто бряг се издига къщата. Отношенията на Марти с предшественика му Вирзих са почти приятелски. Но Вирзих е вече обречен човек, на когото с нищо не може да се помогне. След уволнението му от бюрото на инженер Тоблер той напълно загубва почвата под краката си.
Поглед от кулата
Помощникът Йозеф Марти е обзет от душевен смут и търси усамотение в стаята на кулата, откъдето се открива изглед към езерото. Тук той се усеща защитен, макар нещастието да дебне покрай дома. Изобретателят прави отчаяни опити да се закрепи, да избегне материалната разруха на дома си, но дори богатата му майка не му помага. И след като този неуморен „крояч на планове“ банкрутира, Йозеф Марти трябва отново да поеме по широкия, но „кристално студен свят“, да оставя подире си една богата с преживявания и сърдечност година. Въпреки всичко той е изпълнен с благодарност, понеже времето, прекарано като помощник на изобретателя го е окрилило, той вече знае какво ще дири занапред в живота си. На раздяла благородната и смела госпожа Тоблер го изпраща с думите: „Бъдете постоянно изпълнен със смирение, но не съвсем. Винаги ще трябва да доказвате, че сте мъж.“
Този роман днес е смятан за ключово произведение в цялото творчество на Роберт Валзер, тъй като очертава един твърде особен художествен образ. Валтер Бенямин пише по този повод през 1929 г.: „Героите на Валзер желаят да се насладят на самите себе си. Затова имат съвсем необичайна съдба и проявяват също тъй необичайно благородство.“ А австрийският романист Роберт Музил нарича Роберт Валзер „майстор на най-прелестната, най-грациозна проза на своето време“.